# Disuguaglianza delle medie
In matematica, la disuguaglianza delle medie serve a confrontare due medie di tipo diverso.

## La disuguaglianza
Siano {\displaystyle M_{p}(a_{1},\ldots ,a_{n})} e {\displaystyle M_{q}(a_{1},\ldots ,a_{n})} due medie di potenze, con {\displaystyle p<q}, di una n-upla di reali positivi {\displaystyle (a_{1},\ldots ,a_{n})}.
Allora {\displaystyle M_{p}(a_{1},\ldots ,a_{n})\leq M_{q}(a_{1},\ldots ,a_{n})}, con uguaglianza se e solo se gli {\displaystyle a_{i}} sono tutti uguali.
Considerando le medie più note (media armonica (HM), media geometrica (GM), media aritmetica (AM), media quadratica (QM), media cubica (CM)), si può costruire questa catena di disuguaglianze:
{\displaystyle \min\{a_{1},\ldots ,a_{n}\}\leq HM\leq GM\leq AM\leq QM\leq CM\leq \max\{a_{1},\ldots ,a_{n}\}.}
Vale un segno di uguale se e solo se valgono tutti i segni di uguale, e questo se e solo se gli {\displaystyle a_{i}} sono tutti uguali.